# Carmel d'Avignon
Le carmel d'Avignon est un couvent de carmélites déchaussées fondé à Avignon en 1612 par Claire de Pérussis, baronne d'Oppède et veuve en 1598 de Jean de Forbin, qui fit donation de sa maison et jardin pour y établir une communauté de religieuses de cet ordre. 

## Histoire
Le pape Paul V accorda le 5 mars 1613 un bref pour l'érection du couvent, consacré la même année par l'archevêque d'Avignon, Mgr Dulci, d'origine italienne. Les deux filles de la baronne de Forbin d'Oppède y prennent le voile. Le carmel était situé près de la rue de la Calade ; le séminaire Saint-Charles fut édifié au XVIIIe siècle juste à côté. Les religieuses furent dispersées en septembre 1792 par la Révolution française, leurs biens saisis et le couvent détruit. Ses archives sont déposées au fonds départemental des archives du Vaucluse. En 1801, des religieuses carmélites de l'ancienne communauté se regroupent rue du collège d'Annecy.
Le couvent est rétabli formellement en 1819 dans l'ancien couvent des récollets par une carmélite de cette communauté dispersée, Marie-Anne Manifassié. Elle avait appris de sa cousine Marie Escudier (née en 1742) le travail de la cire ; cette dernière lui lègue à sa mort en 1818 tous ses moules servant à la fabrication de santons et qui sont toujours en usage aujourd'hui.
Le carmel d'Avignon se trouve au 3 rue de l'Observance dans l'ancien couvent des récollets donnant sur un parc d'un hectare. Le couvent est fameux pour ses tapisseries du XVIIe siècle retraçant la vie de sainte Thérèse d'Avila. Il fonde à son tour plusieurs couvents dont celui de Vans en Ardèche au milieu du XIXe siècle (aujourd'hui transformé en hôtel-restaurant) et en 1892 le carmel d'Haïfa en Terre sainte . En 1931, Mère Marie-Thérèse oriente la vocation du futur philosophe Gustave Thibon qui devient tertiaire du Carmel. Le carmel de Carpentras rejoint le carmel d'Avignon à la fin du XXe siècle. Le monastère vit aujourd'hui de produits artisanaux, dont toujours santons et crèches (avec des moules en plâtre), mais a interrompu la production de santons et Enfants-Jésus de cire, faute de transmission.